# Strącanie
Strącanie, wytrącanie, precypitacja – wydzielanie z roztworu substancji chemicznej w postaci stałej w wyniku osiągnięcia stężenia większego od maksymalnej rozpuszczalności w danych warunkach. Strącenie następuje w wyniku reakcji chemicznej lub poprzez zmianę składu rozpuszczalnika (na przykład precypitacja DNA przez dodanie alkoholu do roztworu wodnego).

## Reakcja strącania
Reakcja strącania (reakcja strąceniowa) to typ reakcji chemicznej polegającej na wydzieleniu z roztworu substancji łatwo rozpuszczalnej w postaci osadu trudno rozpuszczalnego związku chemicznego przez dodanie odpowiedniego odczynnika lub w wyniku elektrolizy. Reakcje strącania stosowane są między innymi w precypitometrii (analizie strąceniowej).
Przykłady tego typu reakcji:
- reakcja kwasu i soli
HCl + AgNO
3 → AgCl↓ + HNO
3
- reakcja zasady i soli
2NaOH + CuSO
4 → Na
2SO
4 + Cu(OH)
2↓
- reakcja dwóch soli
CaCl
2 + Na
2CO
3 → CaCO
3↓ + 2 NaCl